# سیاتل
سیاتل (به انگلیسی: Seattle) (‎i‎/siˈætəl/‎ see-AT-əl) یک شهر ساحلی در شمال‌غربی ایالات متحده آمریکا است. سیاتل در شهرستان کینگ ایالت واشینگتن قرار دارد. این شهر با جمعیت ۷۴۹٫۲۵۶ نفر در سال ۲۰۲۲ بزرگ‌ترین شهر در ایالت واشینگتن و منطقه شمال غربی اقیانوس آرام در آمریکای شمالی است. سیاتل یکی از ثروتمندترین شهرهای جهان است به طوری که تولید ناخالص داخلی این شهر نزدیک به ۴۷۰ میلیارد دلار می‌رسد که تقریباً پنجاه میلیارد دلار قوی‌تر از اقتصاد کشور اسرائیل است. جمعیت منطقه شهری سیاتل ۴٫۰۲ میلیون نفر است که پانزدهمین منطقه بزرگ در ایالات متحده است. نرخ رشد جمعیتی ۲۱٫۱ درصدی آن بین سال‌های ۲۰۱۰ تا ۲۰۲۰، آن را به یکی از پرشتاب‌ترین شهرهای بزرگ آمریکا تبدیل کرده است. سیاتل یک باریکه خاکی است که بین دریاراه پیوجت ساند (یک ورودی اقیانوس آرام) و دریاچه واشینگتن واقع شده است. این شمالی‌ترین شهر بزرگ ایالات متحده است که در حدود ۱۶۰ کیلومتری جنوب مرز کانادا قرار دارد. سیاتل یک دروازه بزرگ برای تجارت با شرق آسیا، چهارمین بندر بزرگ در آمریکای شمالی از نظر جابجایی کانتینر از سال ۲۰۲۱ است. منطقه سیاتل برای دستکم ۴۰۰۰ سال پیش از نخستین ورود مهاجران دائمی اروپایی، توسط بومیان آمریکا به‌عنوان محل زندگی انتخاب شده بود. آرتور ای. دنی و گروه مسافرانش که متعاقباً به عنوان حزب دنی شناخته می‌شوند، از ایلینوی از طریق پورتلند وارد این منطقه شدند. این شهرک به ساحل شرقی خلیج الیوت منتقل شد و در سال ۱۸۵۲ به افتخار رئیس سیاحل قبایل محلی دوامیش و سوکوامیش، «سیاتل» نامگذاری شد. امروزه، سیاتل دارای جمعیت بالایی از بومیان، اسکاندیناوی‌ها، آسیایی-آمریکایی‌ها و آفریقایی-آمریکایی‌ها و همچنین جامعه دگرباشان جنسی پر رونق است که از نظر جمعیت در رتبه ششم ایالات متحده قرار دارد.

## تاریخچه

### نخستین اروپایی‌های سیاتل
نخستین اروپایی‌های سیاتل سال ۱۸۵۱ کنار رودخانه‌های پیوجت ساند با ساختن کلبه کنده‌ای سکنی گزیدند. سرخ پوستان این منطقه که از قبیله‌ای به نام دووامیش است حداقل در ۱۷ روستا در این محله ساکن بودند. نام این شهر برگرفته از نام رئیس همین قبیله است که توسط اروپایی‌های مهاجر نابود شدند، نخستین سفیدپوستان این منطقه بیشتر کشاورز بوده که در کنار رود دووامیش به کشاورزی مشغول شدند.

## اقتصاد
دفتر مرکزی شرکت‌های رایانه‌ای مایکروسافت و آمازون، دفتر مرکزی استارباکس، دفتر مرکزی و کارخانه اصلی شرکت هواپیماهای تجاری بوئینگ و دفتر مرکزی فروشگاه‌های زنجیره‌ای کاستکو در این شهر قرار دارد.
ساوند ترانزیت لینک لایت ریل نام قطار بین شهرستانی سیاتل است.

## ورزش
تیم سیتل سوپرسانیکز، سیتل ساوندرز اف‌سی، و تیم سیتل سیهاوکز از این شهر هستند.

## مراکز علمی ـ فرهنگی
- دانشگاه واشینگتن
- کتابخانه مرکزی شهر سیتل
- این شهر شهرستان گردشگری بزرگی است. جاذبه‌هایی مانند برج سوزن فضایی (به انگلیسی:Space Needle)، چرخ فلک (به انگلیسی:Seattle Great Wheel)، موزه هنر سیاتل و ورزشگاه سنچریلینک (به انگلیسی:CenturyLink Field)، که تیم فوتبال آمریکایی سیهاکس سیاتل (به انگلیسی:Seattle Seahawks) آنجا بازی می‌کند در سیاتل قرار دارند.

## مشاهیر
از مشاهیر این شهر می‌توان بیل گیتس، رایان کیلی، کریس کرنل (گروه ساوندگاردن)، دیو گرول (فو فایترز)، داف مک کگن (گانز ان روزز)، جف تیت (کوئینزرایک)، و ادی ودر (پرل جم) لین استیلی (گروه الیس این چینز) کرت کوبین (گروه نیروانا) را نام برد.

## ایرانیان در سیاتل

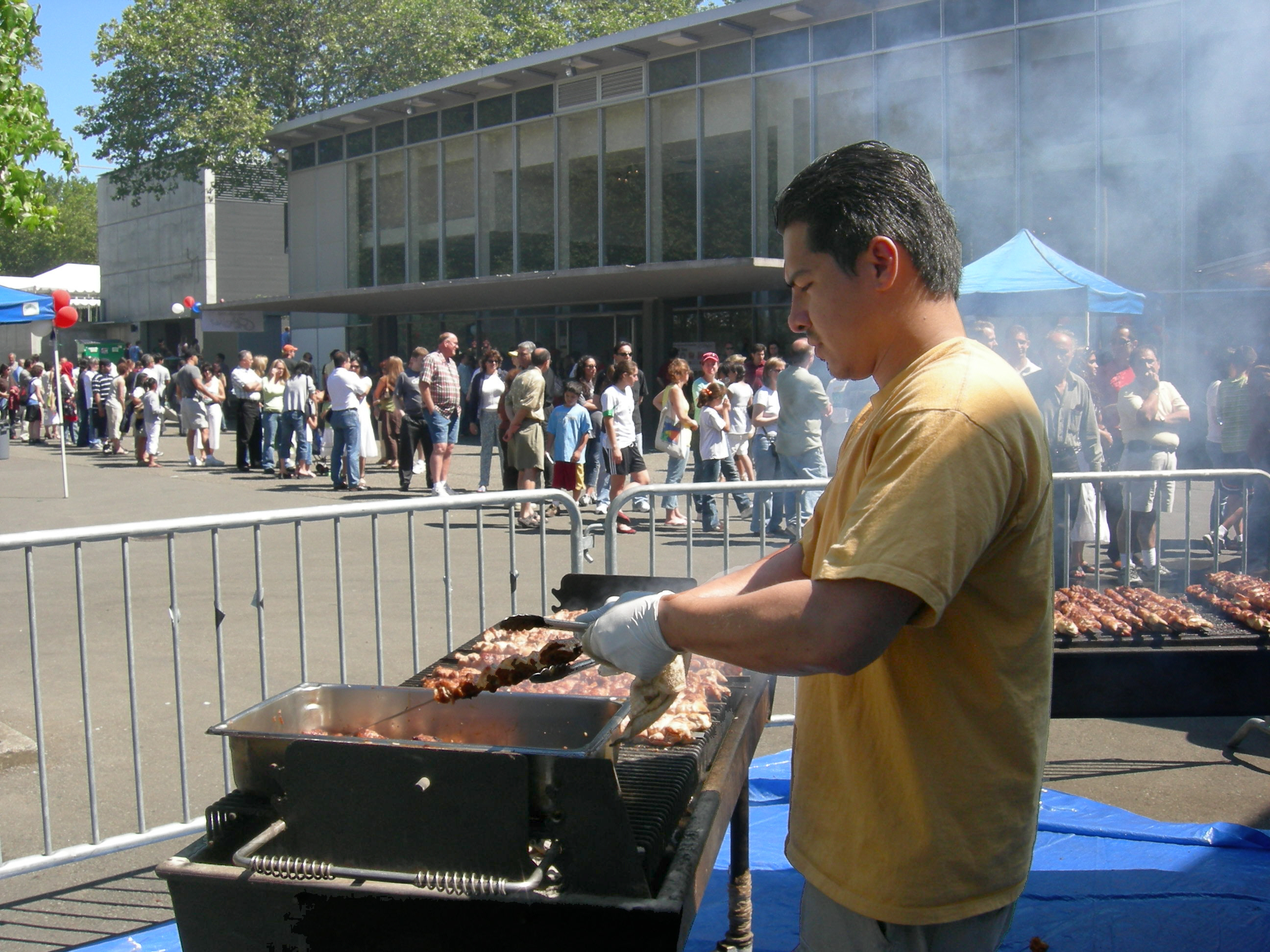
علاقه‌مندان به غذای ایرانی ایستاده در صف، در مراسم جشن نوروزی در سیاتل.

چندین هزار ایرانی در سیاتل و حومه ساکن هستند که از سال ۲۰۱۳ سالانه یک جشنواره فرهنگی در شهر برگزار می‌کنند.

## خواهرخواندگی‌ها
شهرهای خواهرخوانده سیاتل:
- کوبه، ژاپن (۱۹۵۷)[۱۴]
- برگن، نروژ (۱۹۶۷)[۱۵]
- تاشکند، ازبکستان (۱۹۷۳)[۱۵][۱۶]
- بئرشبع، اسراییل (۱۹۷۷)[۱۵]
- مزاتلان، سینالوآ، مکزیک (۱۹۷۹)[۱۵]
- نانت، فرانسه (۱۹۸۰)[۱۵]
- مومباسا، کنیا (۱۹۸۱)[۱۵]
- کرایست‌چرچ، نیوزیلند (۱۹۸۱)[۱۵]
- چونگ‌کینگ، چین (۱۹۸۳)[۱۵]
- لیمبه، کامرون،  Cameroon (1984)[۱۵]
- ریکیاویک، ایسلند (۱۹۸۶)[۱۵]
- گالوی، ایرلند (۱۹۸۶)[۱۵]
- دائجون، کره جنوبی (۱۹۸۹)[۱۵]
- سبو (شهر), فیلیپین (۱۹۹۱)[۱۵]
- پچ (مجارستان), مجارستان (۱۹۹۱)[۱۵]
- کائوهسیونگ، تایوان (۱۹۹۱)[۱۵]
- سورابایا، اندونزی (۱۹۹۲)[۱۵]
- گدنیا، لهستان (۱۹۹۳)[۱۵][۱۷]
- پروجا، ایتالیا (۱۹۹۳)[۱۵]
- هایفونگ، ویتنام (۱۹۹۶)[۱۵]
- Sihanoukville, Cambodia (1999)[۱۵]

## نگارخانه

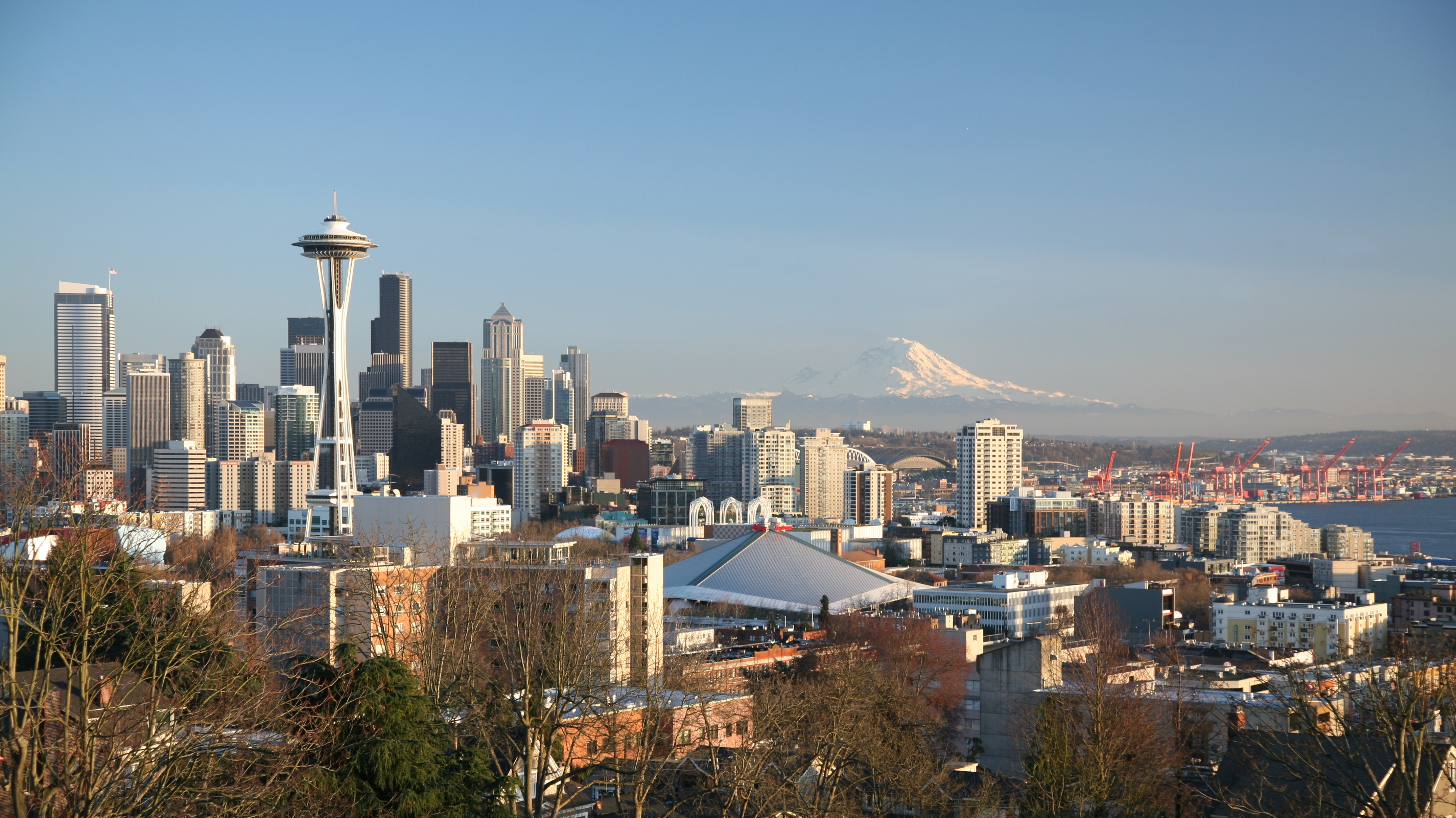
نمایی از شهر سیاتل و کوه رینیر از منطقه کوئین آن هیل.
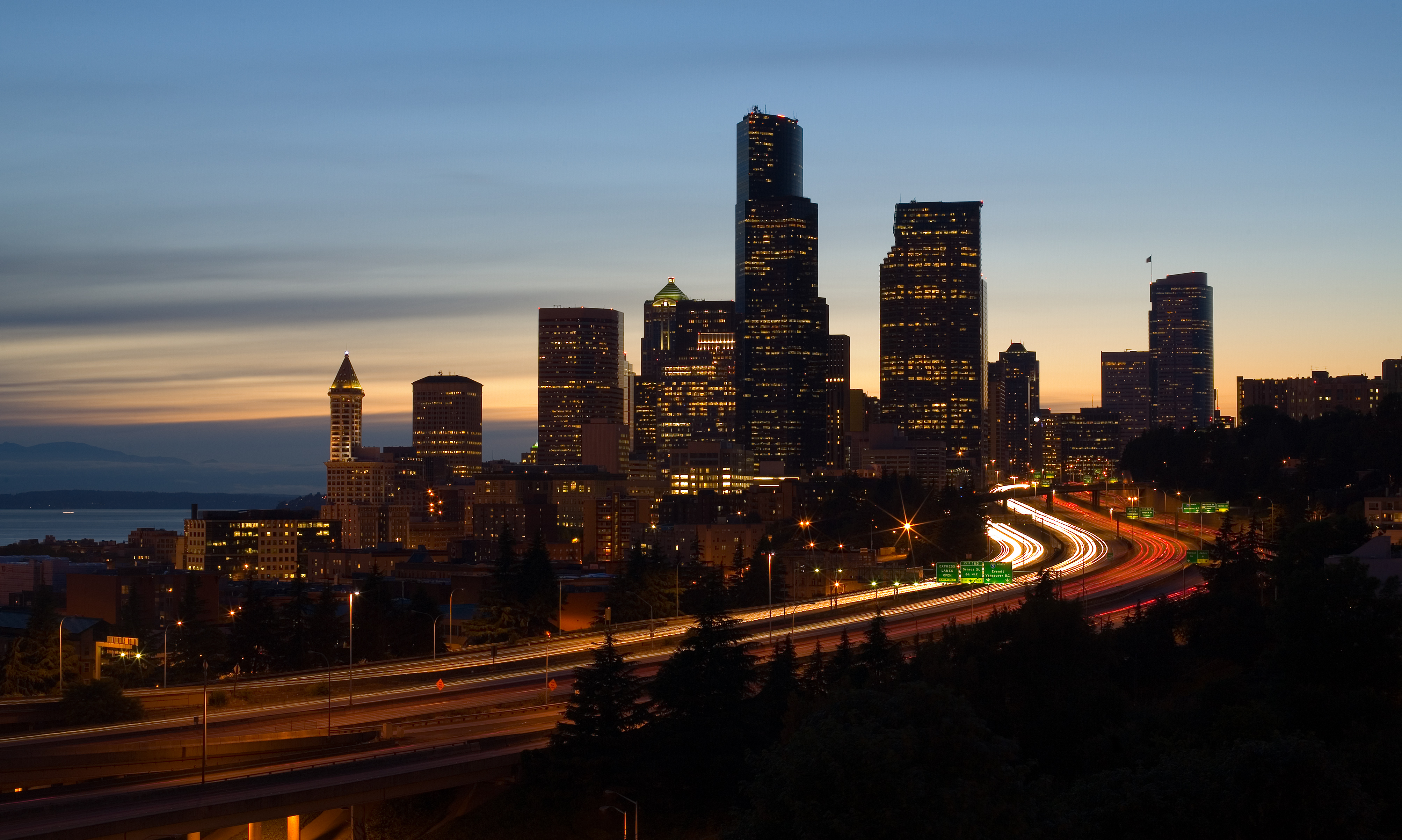
نگاره‌ای از آسمان در غروب شهر سیاتل در ایالت واشینگتن که آزاد را پنجم را به نقش کشیده است.
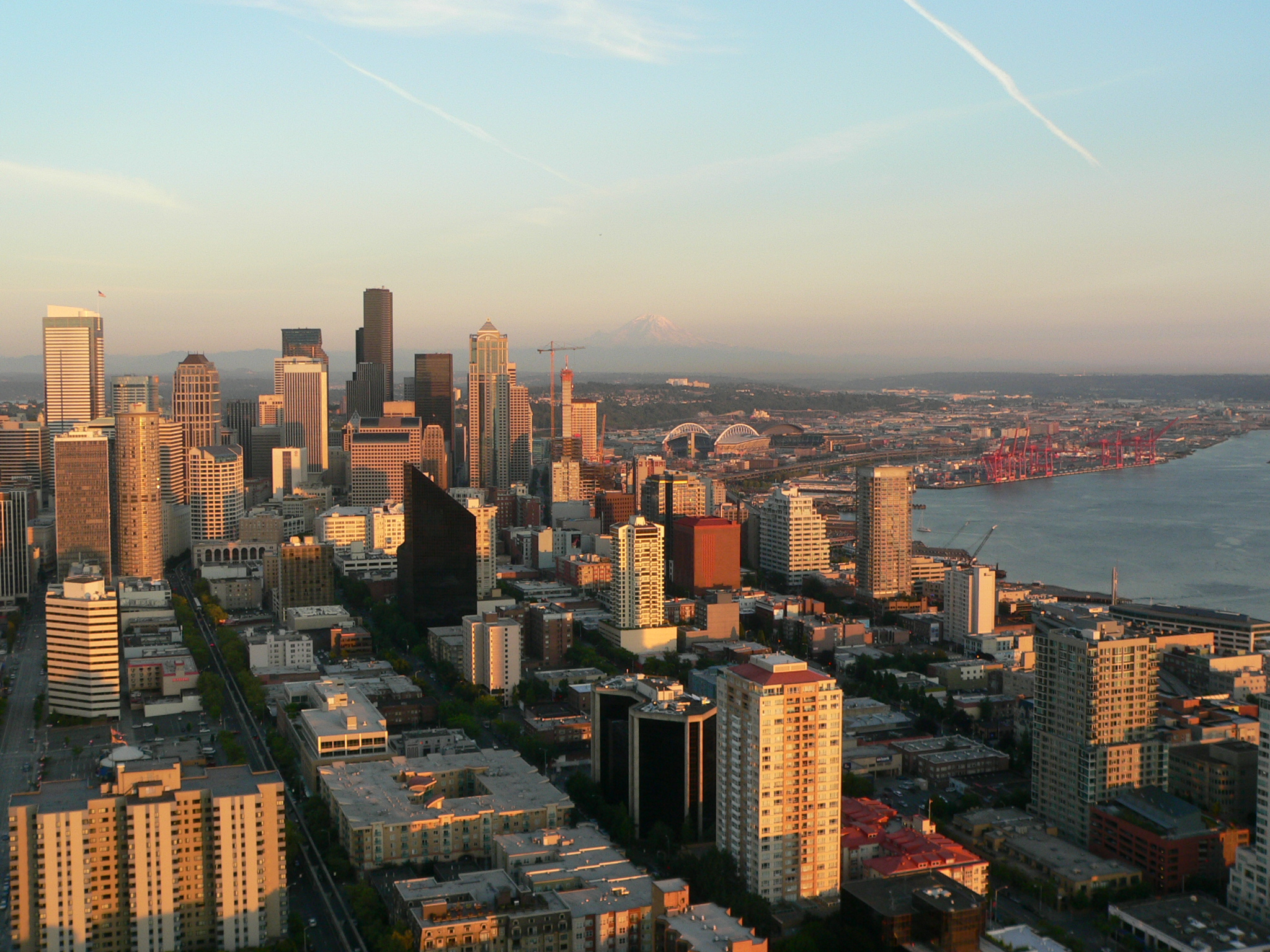
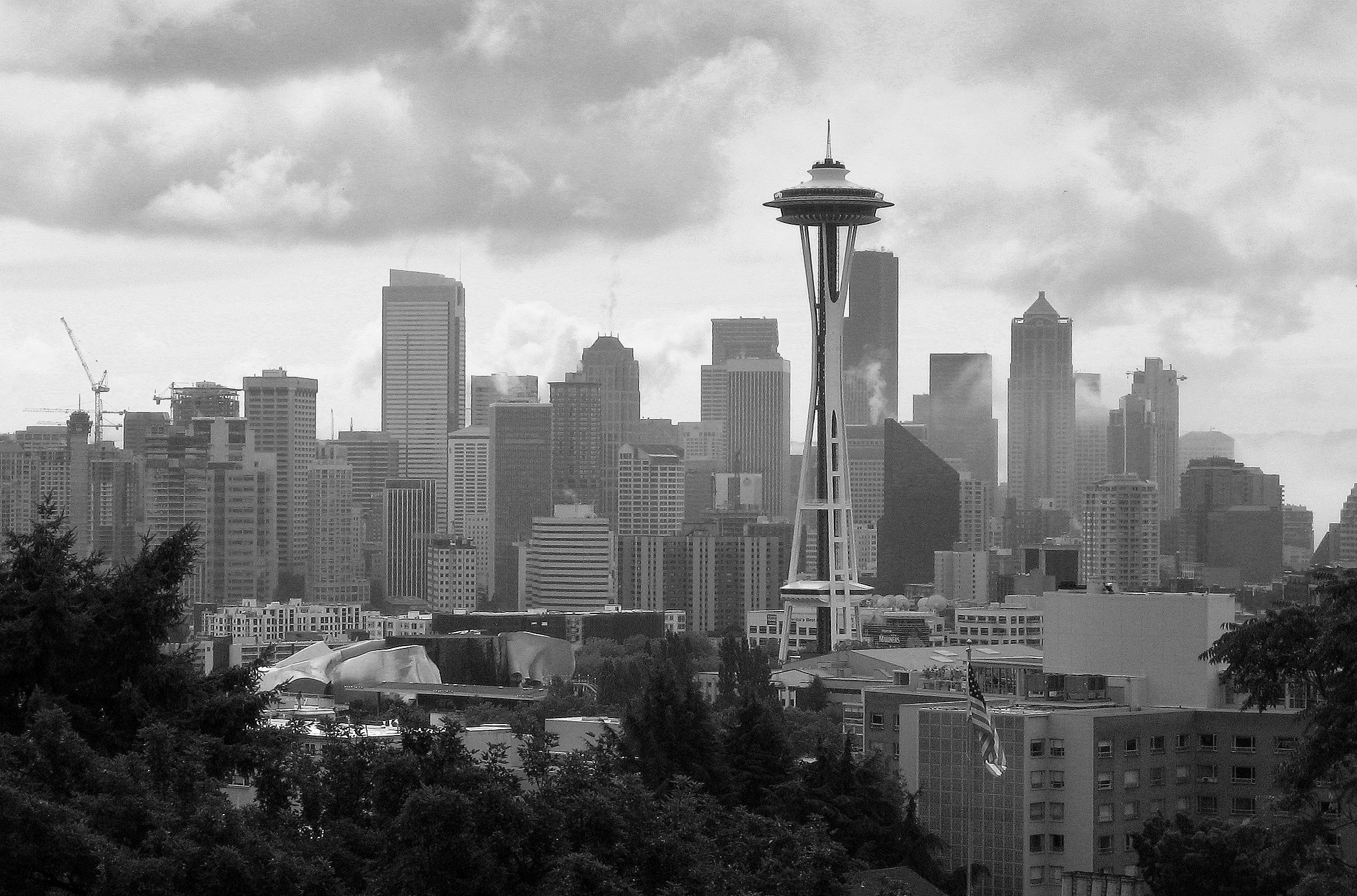
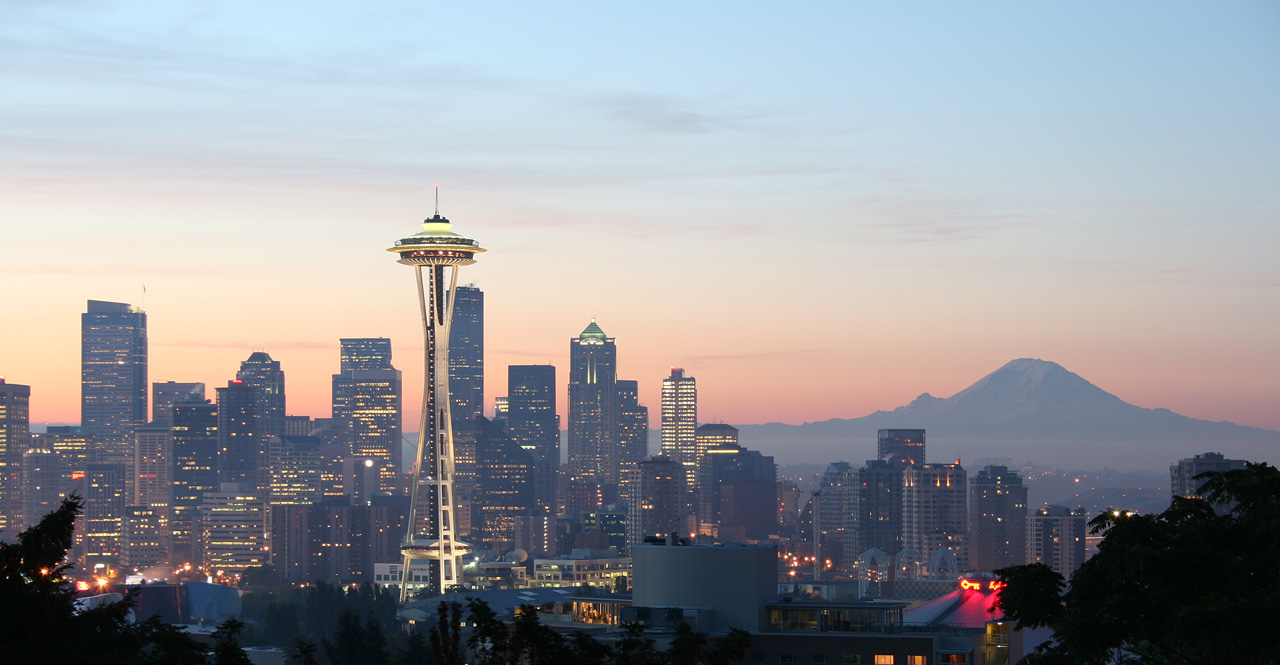

نگاره‌ای سراسرنما از شهر سیاتل و کوه ماونت رینیر (Mount Rainier)